# Nawaf al-Ahmad al-Jaber al-Sabah
Nawaf al-Ahmad al-Jaber al-Sabah (Arabisch: نواف الأحمد الجابر الصباح ) (Koeweit, 25 juni 1937 – 16 december 2023) was een Koeweits politicus. Hij was vanaf 30 september 2020 – na het overlijden van zijn halfbroer Sabah Al-Ahmad Al-Jaber Al-Sabah – tot zijn eigen dood in december 2023 de emir van Koeweit. Hij was hiermee de tiende regeringsleider van dit land.

## Politieke carrière
Nawaf al-Ahmad al-Jaber al-Sabah was een van de vele zonen van Ahmad Al-Jaber Al-Sabah. In zijn vroegere jaren studeerde hij aan verschillende scholen in het Verenigd Koninkrijk. Van 1962 tot 1978 was hij de gouverneur van Hawalli. Van 1978 tot 1988 was Nawaf de minister van Binnenlandse Zaken, totdat hij werd benoemd als minister van Defensie. Na de Golfoorlog van 1990-1991 was hij tot oktober 1992 de minister van Sociale Zaken en Werkgelegenheid. 
Nawaf volgde zijn halfbroer, de op 29 september 2020 overleden emir Sabah Al-Ahmad Al-Jaber Al-Sabah, een dag na diens overlijden, op 30 september 2020, op als emir van Koeweit. 

## Privé
Nawaf was getrouwd met Sharifa Sulaiman Al-Ghanim en samen kregen ze vijf kinderen.
Nawaf overleed in december 2023 op 86-jarige leeftijd, nadat hij een aantal weken eerder in het ziekenhuis werd opgenomen. Zijn halfbroer Mishal Al-Ahmad Al-Jaber Al-Sabah volgde hem op als emir van Koeweit.